# Nagel
Nagel è un comune tedesco di 1 866 abitanti, situato nel land della Baviera.